# Partito Laburista di Saint Lucia
Il Partito Laburista di Saint Lucia (in inglese: Saint Lucia Labour Party) è uno dei due partiti politici santaluciani. Nel corso delle prime elezioni tenute per la prima volta a suffragio universale nel 1951, il partito, guidato dal suo fondatore Sir George Frederick Lawrence Charles, ottenne cinque seggi su otto. 

## Risultati elettorali
| Anno | Voti   | Seggi   |
| ---- | ------ | ------- |
| 1982 | 8 122  | 2 / 17  |
| 1987 | 18 889 | 8 / 17  |
| 1992 | 25 565 | 6 / 17  |
| 1997 | 44 153 | 16 / 17 |
| 2001 | 34 053 | 14 / 17 |
| 2006 | 36 604 | 6 / 17  |
| 2011 | 42 456 | 11 / 17 |
| 2016 | 37 148 | 6 / 17  |
| 2021 | 37 481 | 2 / 17  |